# 地构叶
地构叶（学名：Speranskia tuberculata），为大戟科地构叶属下的一个植物种。